# R advance RAD'S
R advance RAD'S（アール アドバンス ラッズ）は、2003年3月3日から2009年3月31日まで、エフエム北海道（AIR-G'）で毎週月曜 - 木曜 18:00 - 20:55（JST）に放送されていたラジオ番組である。
初代メインパーソナリティを務めるTEAM-NACSが所属する事務所の社長でもある鈴井貴之がパーソナリティを務めた『GO・I・S』（1993年 - 2003年）の後番組として、また「えき☆スタ」（札幌駅内の札幌ステラプレイス東コンコースに存在したサテライトスタジオ）の供用開始に合わせ、当初は『R』のタイトルで放送をスタート。2007年4月2日に改題・リニューアルされた。

## DJ

### 番組終了時点
- DJ龍太 ‐ メイン。12月1日生まれ。札幌市出身。O型。（2004年10月 - ）
- 林唯衣 アシスタント（2008年10月 - ）

### 過去のDJ
番組開始当初は、音尾琢真を除くTEAM-NACSのメンバーが各曜日のDJを務めていた。NACSメンバーの降板に伴い、新たに各メンバーが出演する収録型の深夜番組がスタートした。佐藤の『Side7』や、森崎の『MORY STAGE』、安田の『顕さんの丑三つ前』がそれである。また安田・大泉については引き続き金曜の『GOLGOLGO』も担当していた。
- 安田顕 - メイン。月曜→月曜・火曜担当（ - 2004年9月、火曜は2003年10月より兼任）
- 森崎博之 - メイン。火曜→木曜担当（火曜は - 2003年9月、木曜は2003年10月 - 2004年9月）
- 佐藤重幸 - メイン。水曜担当（ - 2004年9月）
- 大泉洋 - メイン。木曜担当（ - 2003年9月）

- 石黒めぐみ ‐ アシスタント。10月12日生まれ。岩見沢市出身。O型。（ - 2007年8月、結婚による降板）
- 辻田沙織 ‐ 水・木アシスタント。1986年1月16日生まれ。札幌市出身。A型。（2007年9月 - 2008年9月）
- 宮崎奈緒美 ‐ 月・火アシスタント。1980年6月7日生まれ。札幌市出身。A型。（2005年10月 - 2008年9月）

## タイムテーブル
- 18:00　オープニング
- 18:07　札幌市ジョブチャレンジプログラム
- 18:10　（月曜）ステラダイニング　（火曜）YUI＠ステラ　（水・木）ステラレポート
- 18:25　交通情報
- 18:45　（月）GOOD JOB
- 18:45　道新ヘッドラインニュース
- 19:00　ゲストコーナー
- 19:25　RAD'S KISS　（木）JR TAKE THE「R」TRAIN
- 20:00　リクエストゾーン
  - AIR-G'第3スタジオからはDJ龍太が、えき☆スタからは林唯衣。

- 20:50　エンディング

## 企画

### Real Love Song
大泉が歌作りからCD発売までをリアルに体験する企画。企画に賛同したスターダストレビューの根本要が作曲、大泉がリスナーからの投稿を元に作詞を手掛け、完成した楽曲が「本日のスープ」である。「時計台」のように札幌の街並みが歌われている。
「本日のスープ」はまず2004年1月28日に「北海道盤」として、全道の玉光堂の店頭とインターネットショッピングでリリース。さらに3月31日には「全国盤」が全国のCDショップで発売され、大泉とスターダストレビューは『ミュージックステーション』（テレビ朝日）や、『うたばん』（TBS）などにも出演した。